# Alcuroniumchlorid
Alcuroniumchlorid (Alcuronium) ist ein semisynthetisches Derivat des Alkaloids Toxiferin, das den Hauptbestandteil des Calebassen-Curares darstellt, und zählt somit zu den Strychnos-Alkaloiden. Alcuroniumchlorid (Handelspräparat: Alloferin) zählt zu den nicht-depolarisierenden Muskelrelaxantien.

## Eigenschaften
Das Alcuroniumchlorid ist ein geruch- und farbloses, kristallines Pulver. Beim Erhitzen verfärbt sich die Substanz ab etwa 220 °C und schmilzt auch bis 350 °C nicht. Die optisch aktive, in Wasser wie Methanol und Ethanol lösliche Verbindung zeigt in Methanol einen spezifischen Drehwinkel {\displaystyle \left[a\right]_{D}^{22}} von −348.

## Klinischer Einsatz
Im klinischen Gebrauch wird es zur Präcurarisierung (Dosierung 0,03 mg/kg Körpergewicht (KG)) vor der Gabe von depolarisierenden Muskelrelaxanzien (z. B. Suxamethoniumchlorid) eingesetzt, um muskelkaterartige Symptome nach einer Narkose zu minimieren. Bei alleinigem Einsatz beträgt seine Dosierung initial 0,15–0,25 mg/kg KG und als Erhaltungsdosis 0,02–0,05 mg/kg KG. Die Wirkung tritt nach 3–5 Minuten ein und hält zwischen 60 und 80 Minuten an.

## Nebenwirkungen
Es können folgende Nebenwirkungen beobachtet werden:
- Gelegentlich: Verkrampfen der Muskeln, welche die Atemwege umspannen (Bronchospasmus); Herzrhythmusstörungen (Arrhythmien) und Herzstillstand sowie allergische Hautreaktionen und gastrointestinale Beschwerden.
- Sehr selten: Blutdruckabfall verbunden mit einem anhaltend beschleunigten Puls (Tachykardie); anaphylaktische Reaktionen sowie eine vorübergehende, leichte arterielle Hypertonie oder Pulsbeschleunigung. Sein Gebrauch sollte erfahrenen Anästhesisten oder Notärzten vorbehalten sein.[8]

## Resorption und Elimination
Da das Chlorid im physiologischen pH-Bereich vollständig ionisiert vorliegt, wird es aus Magen-Darm-Trakt wie Geweben kaum resorbiert und deshalb nur intravenös angewandt.
Die Substanz wird im Organismus nicht metabolisiert. Etwa 5 % erscheinen in der Galle, während die Hauptmenge renal (durch die Nieren) eliminiert wird.

## Nachweis
Verunreinigungen mit Diallylcaracurin (DAC) und dem Allyl-Wieland-Gumlich-Aldehyd (WCA) lassen sich mittels Kapillarelektrophorese bei einer Nachweisgrenze von kleiner 0,1 % bestimmen.
Die Nachweisgrenze für Alcuronium mittels einer HPLC-Methode liegt bei 0,025 mg·l−1 Plasma.

## Handelsnamen
Alcuroniumchlorid ist in Deutschland unter dem Namen Alloferin im Handel erhältlich, findet heute aber kaum noch Verwendung.